# Крылов, Александр Константинович
Алекса́ндр Константи́нович Крыло́в (род. 23 июля 1945 года, Пушкин, Ленинград, РСФСР, СССР) — советский и российский художник, искусствовед, академик Российской академии художеств (2021).

## Биография
Родился 23 июля 1945 года в г. Пушкин Ленинградской области, живёт и работает в Санкт-Петербурге.
В 1973 году окончил Институт живописи, скульптуры и архитектуры имени И. Е. Репина, мастерская монументальной живописи проф. А. А. Мыльникова. Дипломная работа - эскиз росписи "Освобождение Новгорода" для Новгородского историко-художественного музея. Присвоена квалификация художника-живописца, педагога. В 1976 году — окончил ассистентуру-стажировку там же.
В 1998 году организовал иконописную школу Свято-Троицкой Александро-Невской Лавры.
В 2017 году избран членом-корреспондентом, в 2021 году — академиком Российской академии художеств от Отделения живописи.
Профессор (с 1999 года) кафедры живописи и композиции, руководитель персональной учебной мастерской СПбГАИЖСА имени И. Е. Репина.

## Творческая деятельность
Автор около 100 научных статей в сборниках, в том числе монографических исследований, посвященных проблемам изучения памятников русского Средневековья: «Колористический символизм в древнерусской стенописи» (СПб, 2011) и «Лики и лица Смутного времени» (СПб, 2012).
Редактор сборников научных трудов Программы «Храм» СПГбФК — 12 выпусков 1992—1996. Редактор сборников научных трудов «Макарьевских чтений» — 24 выпуска 1993—2016. Автор ряда публикаций о можайских фресках.
Основные произведения
- работал над витражами для гостиницы в Вентспилсе, создавая образы и формы с историей Латвии (1999);
- исполнил проект сюжетной росписи "Труженики города героя в фойе киноцентра «Выборгский» (Ленинград) (1980);
- руководил группой живописцев и принимал активное участие в воссоздании иконостаса Казанского кафедрального собора в Санкт-Петербурге (1996—2004);
- принимал участие в воссоздании стенописи и икон ц. Благовещения Пресвятой Богородицы на Васильевском острове (Санкт-Петербург) (2001—2002);
- воссоздал образы иконостас Свято-Екатерининского собора в Ямбурге (г. Кингисепп, XVIII век) (2005—2007);
- исполнил роспись и эль-фрейный декор скуфьи купола, барабана и парусов домовой церкви Воскресения Словущего (1808) в Санкт-Петербургском Константиновском кадетском ракетно-артиллерийском корпусе (2007—2010);
- участвовал в воссоздании грандиозного иконостаса (около 150 икон) церкви Покрова Пресвятой Богородицы в усадьбе Богослова Ленинградской области (2006—2017).

Автор многих этюдов и пейзажей, на которых запечатлены старые деревья Петергофа, дворцы Царского села, святыни и урочища Ладоги, Пскова, Новгорода, Звенигорода, Москвы, Казани, Можайска, Изборска, Ярославля и других.
Произведения хранятся в государственных музеях России, в отечественных и зарубежных частных собраниях.
С 1973 года — участник городских, зональных, республиканских, всесоюзных и зарубежных художественных выставок.

## Награды
- Заслуженный художник Российской Федерации (1998)[2]
- Медаль «За укрепление боевого содружества» (2010)
- Юбилейная медаль «Двадцать лет Победы в Великой Отечественной войне 1941—1945 гг.» (1965)
- Медаль «В память 300-летия Санкт-Петербурга» (2003)
- Медаль «Ветеран труда» (1989)
- Лауреат международной премии имени Николая Рериха (2015)